# Baldassarre di Werle
Baldassarre di Werle (1375 – 5 aprile 1421) è stato un principe di Meclemburgo e signore di Werle-Güstrow.

## Biografia
Baldassarre era il figlio maggiore di Lorenzo di Werle.
Alla morte del padre, nel 1393, egli governò il ramo Werle-Güstrow della signoria di Werle, inizialmente da solo, poi associando prima il fratello minore Giovanni (nel 1395), poi anche il fratello più piccolo Guglielmo (nel 1401).
Baldassarre morì di peste il 5 aprile 1421 e fu sepolto nella chiesa di Santa Cecilia a Güstrow.
Secondo lo storico Friedrich Wigger, Baldassarre fu fidanzato con Agnese figlia del duca Boghislao VI di Pomerania-Wolgast, ma non si sposarono, forse per la morte di lei prima delle nozze.
Baldassarre fu invece sposato una prima volta il 18 ottobre 1397 con Eufemia, figlia del duca Magnus I di Meclemburgo.
Dopo la morte di Eufemia (presumibilmente tra il 1416 ed il 1417) Baldassarre si sposò una seconda volta con Edvige di Holstein, figlia del conte Gerardo VI di Holstein-Rendsburg. In entrambi i matrimoni non ebbe figli.

## Ascendenza
|                                       |                                         |                                   | Genitori                                |  |  | Nonni |  |  | Bisnonni                              |  |  | Trisnonni                    |  |
|                                       |                                         |                                   |                                         |  |  |       |  |  | Giovanni II, signore di Werle-Güstrow |  |  | Giovanni I, signore di Werle |  |
|                                       |                                         |                                   |                                         |  |  |       |  |  | Giovanni II, signore di Werle-Güstrow |  |  | Giovanni I, signore di Werle |  |
|                                       |                                         | Sofia di Lindow-Ruppin            |                                         |  |  |       |  |  | Giovanni II, signore di Werle-Güstrow |  |  |                              |  |
| Nicola III, signore di Werle-Güstrow  |                                         |                                   |                                         |  |  |       |  |  | Giovanni II, signore di Werle-Güstrow |  |  |                              |  |
|                                       |                                         | Matilde di Brunswick-Grubenhagen  | Enrico I, duca di Brunswick-Grubenhagen |  |  |       |  |  |                                       |  |  |                              |  |
|                                       |                                         | Matilde di Brunswick-Grubenhagen  | Enrico I, duca di Brunswick-Grubenhagen |  |  |       |  |  |                                       |  |  |                              |  |
|                                       |                                         | Matilde di Brunswick-Grubenhagen  | Elisabetta di Brunswick-Göttingen       |  |  |       |  |  |                                       |  |  |                              |  |
| Lorenzo, signore di Werle-Güstrow     |                                         | Matilde di Brunswick-Grubenhagen  |                                         |  |  |       |  |  |                                       |  |  |                              |  |
|                                       |                                         | Enrico II, signore di Meclemburgo | Enrico I, signore di Meclemburgo        |  |  |       |  |  |                                       |  |  |                              |  |
|                                       |                                         | Enrico II, signore di Meclemburgo | Enrico I, signore di Meclemburgo        |  |  |       |  |  |                                       |  |  |                              |  |
|                                       |                                         | Enrico II, signore di Meclemburgo | Anastasia di Pomerania-Stettino         |  |  |       |  |  |                                       |  |  |                              |  |
| Agnese di Meclemburgo                 |                                         | Enrico II, signore di Meclemburgo |                                         |  |  |       |  |  |                                       |  |  |                              |  |
|                                       |                                         | Anna di Sassonia-Wittenberg       | Alberto II, duca di Sassonia-Wittenberg |  |  |       |  |  |                                       |  |  |                              |  |
|                                       |                                         | Anna di Sassonia-Wittenberg       | Alberto II, duca di Sassonia-Wittenberg |  |  |       |  |  |                                       |  |  |                              |  |
|                                       |                                         | Anna di Sassonia-Wittenberg       | Agnese d'Asburgo                        |  |  |       |  |  |                                       |  |  |                              |  |
| Baldassarre, signore di Werle-Güstrow |                                         | Anna di Sassonia-Wittenberg       |                                         |  |  |       |  |  |                                       |  |  |                              |  |
|                                       | Giovanni III, signore di Werle-Goldberg | Nicola II, signore di Werle       |                                         |  |  |       |  |  |                                       |  |  |                              |  |
|                                       | Giovanni III, signore di Werle-Goldberg | Nicola II, signore di Werle       |                                         |  |  |       |  |  |                                       |  |  |                              |  |
|                                       | Giovanni III, signore di Werle-Goldberg | Richenza di Danimarca             |                                         |  |  |       |  |  |                                       |  |  |                              |  |
| Nicola IV, signore di Werle-Goldberg  | Giovanni III, signore di Werle-Goldberg |                                   |                                         |  |  |       |  |  |                                       |  |  |                              |  |
|                                       |                                         | Matilde di Pomerania-Stettino     | Ottone I, duca di Pomerania-Stettino    |  |  |       |  |  |                                       |  |  |                              |  |
|                                       |                                         | Matilde di Pomerania-Stettino     | Ottone I, duca di Pomerania-Stettino    |  |  |       |  |  |                                       |  |  |                              |  |
|                                       |                                         | Matilde di Pomerania-Stettino     | Caterina di Holstein-Plön               |  |  |       |  |  |                                       |  |  |                              |  |
| Matilde di Werle-Goldberg             |                                         | Matilde di Pomerania-Stettino     |                                         |  |  |       |  |  |                                       |  |  |                              |  |
|                                       |                                         | Ulrico II, conte di Lindow-Ruppin | Ulrico I, conte di Lindow-Ruppin        |  |  |       |  |  |                                       |  |  |                              |  |
|                                       |                                         | Ulrico II, conte di Lindow-Ruppin | Ulrico I, conte di Lindow-Ruppin        |  |  |       |  |  |                                       |  |  |                              |  |
|                                       |                                         | Ulrico II, conte di Lindow-Ruppin | Adelaide di Schladen                    |  |  |       |  |  |                                       |  |  |                              |  |
| Agnese di Lindow-Ruppin               |                                         | Ulrico II, conte di Lindow-Ruppin |                                         |  |  |       |  |  |                                       |  |  |                              |  |
|                                       |                                         | Agnese di Anhalt-Zerbst           | Alberto I, principe di Anhalt-Zerbst    |  |  |       |  |  |                                       |  |  |                              |  |
|                                       |                                         | Agnese di Anhalt-Zerbst           | Alberto I, principe di Anhalt-Zerbst    |  |  |       |  |  |                                       |  |  |                              |  |
|                                       |                                         | Agnese di Anhalt-Zerbst           | Agnese di Brandeburgo-Stendal           |  |  |       |  |  |                                       |  |  |                              |  |
|                                       |                                         | Agnese di Anhalt-Zerbst           |                                         |  |  |       |  |  |                                       |  |  |                              |  |